# Coruja-da-palestina
A coruja-da-palestina (Strix butleri) é uma espécie de ave estrigiforme pertencente à família Strigidae.